# Seléné
Seléné, Seléna nebo Selene, řecky Seléné (Σελήνη, měsíc) (ještě se jí také říká Fébé nebo Méné podle fáze Měsíce)[zdroj⁠?!] je řecká bohyně a zosobnění Měsíce. V Římě to byla bohyně Luna (latinsky měsíc); tento název se vžil i v češtině jako básnický výraz pro Měsíc.

## Genealogie
Je v řecké mytologii dcera Titána Hyperiona a jeho manželky a sestry Theie. Podle Homérských hymnů měla s Diem dceru Pandeiu vyznačující se nebývalou krásou. Jejími sourozenci jsou Hélios, bůh Slunce, a Éós, bohyně ranních červánků.
Seléné je měsíční bohyní i zosobněním měsíce. Bývá zobrazována jako krásná paní, před její krásou prý i hvězdy bledly.
Stejně jako její božský bratr i Seléné vystupuje na svou nebeskou pouť z vod Ókeanu, její vůz však jede pomalu, protože bývá tažen pouze dvojspřežím, a to nejen koňským, ale také jenom mezky nebo dokonce kravami. Často prý ji doprovázejí Dioskúrové.

## Mytologie

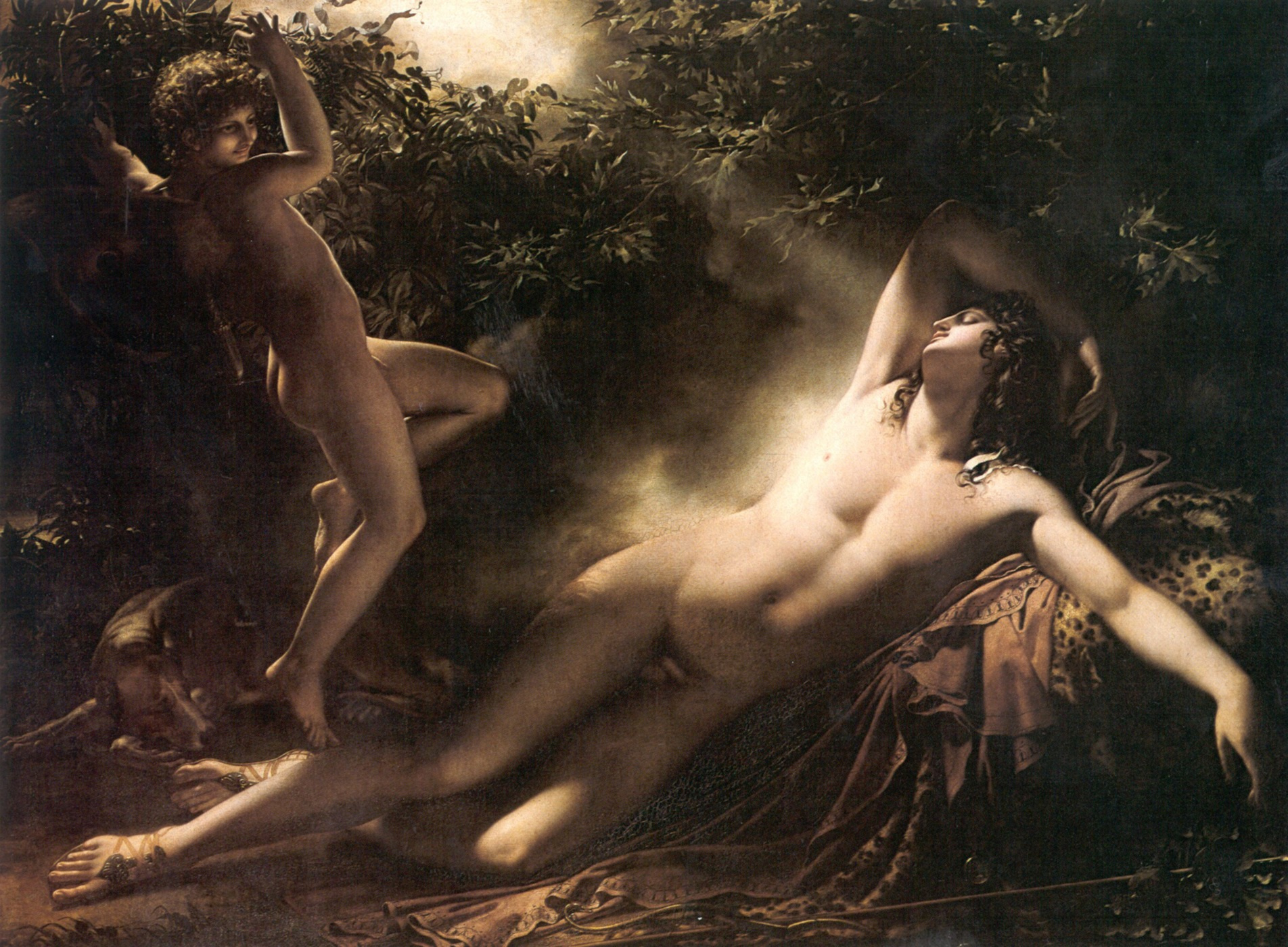
Spící Endymión, Anne-Louis Girodet-Trioson, 1791, Louvre

Seléné milovala mladého pastýře Endymióna, kterého Zeus odsoudil k věčnému spánku, ale také k nesmírné kráse. Seléné ho každou noc navštěvovala a snažila se ho probudit, ale nikdy se jí to nepodařilo. Také proto prý je její světlo tak smutné. Jiné verze naopak uvádějí, že Endymión její lásku opětoval a měli spolu padesát dcer.
Rovněž se vypráví, že jedenkrát bohyni Seléné zlákal bůh Pan v podobě bílého berana do lesa a za její lásku jí dal rouno, které vyzařuje bělostné světlo.

## Atributy a symboly
Seléné je zobrazována se srpkem měsíce.

## Odraz v umění
Seléné je námětem mnoha uměleckých děl, např.:
- antická socha ve Vatikánském muzeu. Je to římská kopie helénistického originálu ze 4.–3. století př. n. l.
- rovněž byla zobrazena na athénském Parthenónu, ale tato socha byla silně poškozena za turecké okupace. V troskách bylo nalezeno torzo hlavy jejího koně (asi z r. 432 př. n. l.) Dnes je torzo v Britském muzeu v Londýně.